# Chung Un-chan
Chung Un-chan (tiếng Hàn Quốc: 정운찬, sinh ngày 21 tháng 3 năm 1947 ở Gongju, tỉnh Chungcheong Nam, Hàn Quốc) là cựu Thủ tướng Hàn Quốc từ năm 2009 đến năm 2010. Ông cũng là một Giáo sư của Đại học Quốc gia Seoul từ năm 1978 đến năm 2009, nguyên Hiệu trưởng Đại học Quốc gia Seoul từ tháng 7 năm 2002 đến tháng 7 năm 2006. Ông tốt nghiệp Trường trung học Gyeonggi ở Samsung-dong, lấy bằng Cử nhân kinh tế tại Đại học Quốc gia Seoul (SNU) danh tiếng, tiếp tục lấy bằng thạc sĩ và tiến sĩ kinh tế từ Đại học Miami và Đại học Princeton (Hoa Kỳ).
Ngày 3 tháng 9 năm 2009, ông được Tổng thống Lee Myung-Bak chỉ định làm Thủ tướng mới thay ông Han Seung-soo. Điều đáng chú ý là trong quá khứ ông đã từng công khai chỉ trích chính sách của Lee Myung-Bak, việc này khiến cho các nhà phân tích chính trị cảm thấy "ngạc nhiên" khi ông nhận lời làm Thủ tướng.

## Tiểu sử

### Học vấn
Trước khi được bổ nhiệm làm Hiệu trưởng Đại học Quốc gia Seoul, ông Chung là Hiệu trưởng trường Cao đẳng khoa học xã hội trong nửa đầu năm 2002. Từ năm 1993 đến năm 1994, ông là phó hiệu trưởng trường cao đẳng. Tiến sĩ Chung là Phó Giáo sư thỉnh giảng tại Đại học Hawaii vào năm 1983, một học giả thỉnh giảng tại Trường Kinh tế London từ năm 1986 đến năm 1987 và Giáo sư thỉnh giảng tại Đại học Ruhr - Bochum ở Bochum, Đức vào năm 1999. Tiến sĩ Chung tốt nghiệp Cử nhân Kinh tế tại Đại học Quốc gia Seoul năm 1970, và lấy bằng Thạc sĩ Kinh tế tại Đại học Miami (Ohio) năm 1972. Năm 1978, Tiến sĩ Chung được trao bằng Tiến sĩ về Kinh tế tại Đại học Princeton. Tháng 10 năm 2004, ông được trao tặng bằng danh dự về giáo dục quốc tế tại Đại học Quốc gia Viễn Đông ở Vladivostok, Nga. Ông tiếp tục viết và tiến hành nghiên cứu về kinh tế vĩ mô và thị trường tài chính, có nhiều ấn phẩm bằng tiếng Hàn và tiếng Anh.

### Sự nghiệp giáo dục
Tiến sĩ Chung giữ các vị trí cao cấp trong các Ủy ban của chính phủ và các tổ chức nghiên cứu tư nhân. Năm 2002, ông là Chủ tịch Uỷ ban về Phát triển Lương hưu Quốc gia. Từ năm 2000 đến năm 2001, ông giữ chức Chủ tịch Ủy ban Phát triển Tài chính tại Bộ Tài chính và Kinh tế. Từ năm 1996, làm Giám đốc Quỹ Giáo dục và Văn hoá Suam. Từ năm 1998 đến năm 2001, ông là Giám đốc Hội đồng Nghiên cứu Kinh tế và Xã hội Hàn Quốc. Và từ năm 1998 đến năm 1999, ông là Chủ tịch Hiệp hội Tài chính Hàn Quốc. Ngoài ra, ông còn là Cố vấn cao cấp của Ủy ban Cố vấn Chính sách chính quyền thành phố Seoul từ năm 1995 đến năm 1997.
Tiến sĩ Chung bắt đầu sự nghiệp học thuật của mình với tư cách là một đối tác kinh doanh và trợ lý giáo sư tại Đại học Columbia từ năm 1976 đến năm 1978. Sau ba năm giảng dạy về Tài chính và Tiền tệ tại trường đại học, ông trở lại Đại học Quốc gia Seoul vào cuối năm 1978, nơi ông đã dành thời gian 27 năm để giảng dạy về Khoa học Kinh tế.

### Sự nghiệp chính trị
Chung là một Chính trị gia độc lập và đã đứng đầu danh sách những ứng cử viên tiềm năng của Đảng Uri (nay thuộc Đảng Dân chủ) cho cuộc bầu cử Tổng thống Hàn Quốc năm 2007, nhưng ông không tham gia Đảng này.
Năm 2003, Quốc hội Hàn Quốc đã thông qua nghị quyết chuyển thủ đô từ Seoul tới thành phố Sejong. Tuy nhiên một năm sau, Tòa án Hiến pháp phán quyết không thay đổi thủ đô và Tổng thống khi đó là ông Roh Moo-hyun đã sửa đổi kế hoạch theo hướng di chuyển trụ sở làm việc của các cơ quan chính phủ về Sejong. Năm 2008, Lee Myung-bak trúng cử Tổng thống Hàn Quốc đã lập tức bắt tay vào việc chỉnh sửa dự án dời đô (từ Seoul sang hẳn Sejong) của Tổng thống Roh Moo-hyun, theo hướng phát triển Sejong thành trung tâm khoa học, kinh tế và giáo dục và giữ nguyên thủ đô là Seoul. Ông Chung Un-chan được bổ nhiệm giữ chức Thủ tướng vào ngày 3 tháng 9 năm 2009, là người ủng hộ mạnh mẽ Tổng thống Lee Myung-bak trong việc thúc đẩy bác bỏ kế hoạch của người tiền nhiệm Roh Moo-hyun đưa 1/2 trong số 15 cơ quan Bộ của chính phủ chuyển về thành phố mới ở miền Nam Seoul. Các Đảng đối lập bao gồm cả Đảng Dân chủ đe doạ bỏ phiếu chống lại ông, nhưng ông vẫn được thông qua tại Quốc hội Hàn Quốc và giữ chức vụ Thủ tướng thứ 40 vào hôm 28 tháng 9 năm 2009. Tại phiên biểu quyết có 177 trên tổng số 290 nghị sĩ tham dự, trong đó 164 phiếu ủng hộ, 9 phiếu phản đối, 3 phiếu trống và 1 phiếu không hợp lệ.
Ngày 11 tháng 1 năm 2010, Nội các Hàn Quốc đã công bố bản kế hoạch phát triển thành phố Sejong sửa đổi, theo đó thủ đô vẫn là Seoul nhưng sẽ đầu tư phát triển Sejong thành một trung tâm kinh tế lấy khoa học và giáo dục làm mũi nhọn, với tổng mức đầu tư 16,5 nghìn tỷ won (tương đương 14,6 tỷ USD). Tuy nhiên, ngày 22 tháng 6 năm 2009, Quốc hội Hàn Quốc đã bác bỏ Dự án sửa đổi về thành phố Sejong trở thành một trung tâm khoa học, kinh tế và giáo dục của Nội các Tổng thống Lee Myung-bak, với 12 phiếu thuận, 18 phiếu chống và 1 phiếu trắng. Trong tuyên bố phát trên truyền hình ngày 29 tháng 7 năm 2009, ông Chung Un-chan cho biết ông "nhận mọi trách nhiệm" về việc này. Cùng ngày, ông tuyên bố từ chức sau khi có kết quả bầu cử quốc hội bổ sung ở Hàn Quốc ngày 28 tháng 7, theo đó, Đảng Đại dân tộc (GNP) cầm quyền của Tổng thống Lee Myung-bak giành chiến thắng vang dội. Ông Chung cũng tuyên bố sẽ tiếp tục điều hành Chính phủ cho đến khi tìm được người kế nhiệm.
Đề xuất từ chức của ông Chung xảy ra một cách bất ngờ vì diễn ra ngay sau khi Đảng Quốc đại Hàn Quốc giành chiến thắng áp đảo trong cuộc bầu cử Quốc hội bổ sung hôm 28 tháng 7. Các ứng cử viên của Đảng này đã giành được đủ 5 trong tổng số 8 ghế tại Quốc hội, trong khi Đảng Dân chủ đối lập giành được 3 ghế. Ngày 11 tháng 8 năm 2010, ông chính thức rời nhiệm sở sau 10 tháng tại nhiệm.

## Cuộc sống riêng tư
Chung là một fan hâm mộ của môn thể thao bóng chày. Ông cũng là một fan hâm mộ của Câu lạc bộ Doosan Bears, 
Đội Bóng chày Hàn Quốc và Đội Bóng chày New York Yankees.